# KX Водолея
KX Водолея (лат. KX Aquarii), HD 213379 — двойная затменная переменная звезда типа Алголя (EA) в созвездии Водолея на расстоянии приблизительно 415 световых лет (около 127 парсеков) от Солнца. Видимая звёздная величина звезды — от +8,58m до +8,11m. Орбитальный период — около 2,0732 суток.

## Характеристики
Первый компонент — жёлтая звезда спектрального класса F8/G0V. Эффективная температура — около 6325 К.